# كرة اليد في الألعاب الأولمبية الصيفية 2024
تعقد منافسات كرة اليد في دورة الألعاب الأولمبية الصيفية 2024 في باريس بفرنسا في الفترة من 25 يوليو إلى 11 أغسطس 2024.  ستقام مباريات الادوار التمهيدية في ملعب جنوب باريس أرينا 6، بينما ستقام المرحلة النهائية في ملعب بيير موروا في ليل.   ظل النظام كما هو منذ عام 2000 للرجال و2008 للسيدات، حيث يتنافس اثني عشر فريقًا في مجموعتين في دور روبن، تليها مباريات خروج المغلوب للثمانية الأوائل بدءًا من الدور ربع النهائي وتنتهي بالنهائي ومبارة المركز الثالث